# Europese weg 581
De Europese weg 581 of E581 is een Europese weg die loopt van Tișița in Roemenië naar Odessa in Oekraïne.

## Algemeen
De Europese weg 581 is een Klasse B-verbindingsweg en verbindt het Roemeense Tișița met het Oekraïense Odessa en komt hiermee op een afstand van ongeveer 430 kilometer. De route is door de UNECE als volgt vastgelegd: Mărășești - Tecuci - Albița - Leușeni - Chisinau - Odessa. In 2004/2005 is Mărășești gewijzigd in Tișița, wat de huidige route brengt op: Tișița - Tecuci - Albița - Leușeni - Chisinau - Odessa.

## Nationale wegnummers
De E581 loopt over de volgende nationale wegnummers:
| Nummer   | Tracé               |
| Roemenië | Roemenië            |
| -------- | ------------------- |
| 24       | Tișița - Crasna     |
| 24B      | Crasna – Moldavië   |
| Moldavië |                     |
| M1       | Roemenië - Chisinau |
| M21      | Ringweg Chisinau    |
| M14      | Chisinau - Oekraïne |
| Oekraïne |                     |
| M16      | Moldavië - Odessa   |